# 加利福尼亞滑銀漢魚
加利福尼亞滑銀漢魚（学名：Leuresthes tenuis）為輻鰭魚綱銀漢魚目銀漢魚科的一種。

## 分布
本魚僅分布於美國加州的舊金山至聖地牙哥海岸邊。

## 深度
水深0~18公尺。

## 特徵
本魚體細長，略側扁，頭長略等於體高；吻短，其長略等於眼徑；口尖突，完全伸出時幾成管狀；下腭短於上腭；主上腭骨窄小，其末端不達瞳孔下方；前主上腭骨甚延長，彎曲，其後部較寬；具2分離背鰭，第一背鰭具5枚硬棘，位於體背中央之略後方；第二背鰭具1枚硬棘及9枚軟條，起點位於第一背其後方約7~9鱗片處；臀鰭基底甚長，具1枚硬棘及22枚軟條，其起點在第一背鰭起點之前下方；胸鰭三角形，其長略大於頭長；腹鰭短小，其基底位於胸鰭末端之後下方；尾鰭深開叉；兩腭無齒；體具光滑小圓鱗，一縱列具鱗約75枚。體淡青色，半透明，體側具略帶藍色之銀色縱帶，體長可達15公分。

## 生態
常成群游泳於近岸。本魚有配合潮汐在沙灘上產卵之特殊生殖習性，每年3~8月於美國加州之大潮時，每月月圓後的第2~4日晚上，潮水剛開始涨潮時，雌魚隨著拍上岸的浪潮近利游到海灘高處，其後面伴游著數尾雄魚；雌魚將尾部鑽進沙中，於沙面下約5公分處產卵，隨後雄魚將其身體圍繞在雌魚身上，將精液射到卵上，並隨即回到水中，其全部受精過程僅約30秒；然後雌魚才於下一浪潮洄流時，退回海裡。魚卵在溫暖潮濕之沙中要過10天左右，卵內胚胎發育才能完全，此時潮流之水位較低，不致淹浸魚卵，當下一次大潮到來時，把沙粒沖開始剛孵化之仔魚隨退下之海水漂流而去。

## 經濟利用
食用魚，但為保育類魚類，所有人被限定用手并且未满18岁，且僅能在夜間利用月光，提燈捕捉和手电筒。